# Frederick Godber, 1. Baron Godber
Frederick Godber, 1. Baron Godber (* 6. November 1888 in Dulwich, London; † 10. April 1976) war ein britischer Manager.

## Leben und Tätigkeit
Godber war ein Sohn des Edward Godber und seiner Frau Marion. Er begann seine Karriere als Bürojunge im Büro des Shell-Vorsitzenden Henri Deterding in der Biliter Street. 1904 wurde er Mitarbeiter bei dem Tochterkonzern Asiatic Petroleum Company.
Von 1922 bis 1928 stand Godber als Präsident an der Spitze der Rhoxana Petroleum Corporation (Shell Petroleum Corp.) in St. Louis. 1929 wechselte er nach London: Dort amtierte er von 1929 bis 1946 als einer von mehreren mangaging directors von Royal Dutch Shell sowie als Direktor der Shell Union Oil Corporation. Von 1937 bis 1946 war er zugleich Vorsitzender der Shell Union Oil Corporation.
Von 1946 bis 1961 war er Vorsitzender und geschäftsführender Direktor (Chairman and Managing Director) der zum Shell-Konzern gehörenden Firma Shell Transport and Trading Company, sowie gleichzeitig Vorsitzender der Shell Petroleum Company Ltd.
Aufgrund seiner führenden Stellung im britischen Wirtschaftsleben wurde Godber Ende der 1930er Jahre von den Polizeiorganen des NS-Staates als wichtige Zielperson eingestuft: Im Frühjahr 1940 setzte das Reichssicherheitshauptamt in Berlin ihn auf die Sonderfahndungsliste G.B., ein Verzeichnis von Personen, die im Falle einer erfolgreichen deutschen Invasion Großbritanniens durch die Sonderkommandos der SS-Einsatzgruppen mit besonderer Priorität ausfindig gemacht und verhaftet werden sollten.
Während des Zweiten Weltkriegs war Godber zusätzlich zu seinen Aufgaben bei Shell Vorsitzender des Overseas Supplies Committee of Petroleum Board und unternahm diverse Missionen für die Regierung.
Von 1953 bis 1968 amtierte Godber – von 1953 bis 1961 zusätzlich zu seiner Tätigkeit bei Shell – als Vorsitzender der Commonwealth Development Finance Co. Ltd. Daneben nahm er zahlreiche Ehrenämter wahr, so ab 1958 als eiN Treuhänder des Churchill College Trust Fund in Cambridge.
1956 wurde Godber als Baron Godber, of Mayfield in the County of Sussex, in den erblichen Adelsstand erhoben. In diesem Rang gehörte er von 1956 bis 1976 dem House of Lords an. Da er keine Kinder hatte, erlosch sein Adelstitel mit seinem Tod. Er wurde auf dem St. Dunstan Churchyard in Mayfield, Sussex begraben.

## Familie
Godber war seit 1914 verheiratet mit Violet Ethel Beatrice Lovesy, mit der er zwei Töchter hatte.